# Liste de cours d'eau du District fédéral
Liste des principaux cours d'eau du District fédéral, au Brésil.
- Rio Descoberto
- Rio Maranhão
- Rio Melchior
- Rio Paranoá
- Rio Preto
- Rio São Bartolomeu
- Rio Sobradinho

## Carte détaillée
- Carte